# Bart Jacobs (musicus)

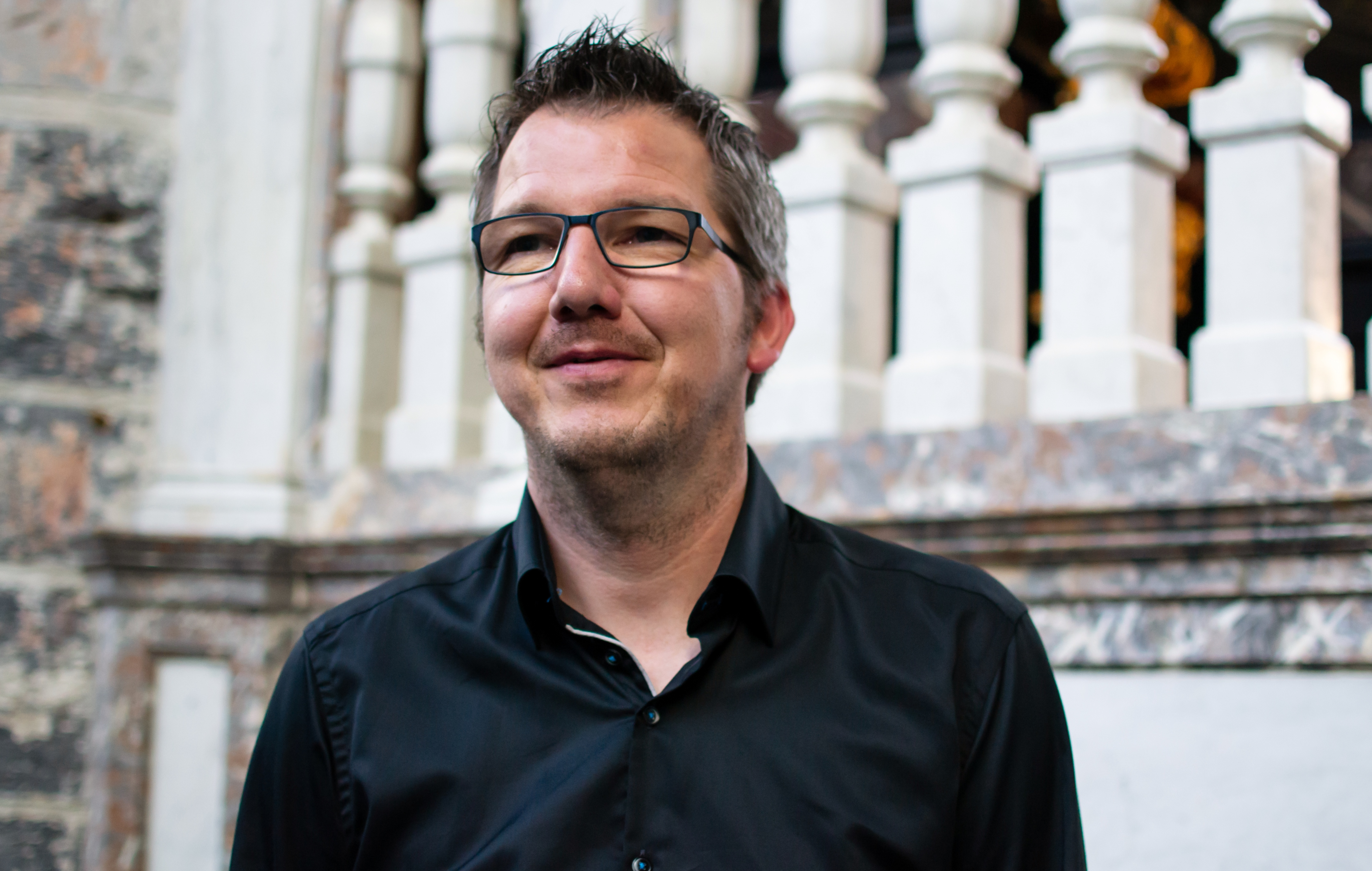
Bart Jacobs in 2022

Bart Jacobs (1976) is een Belgisch organist en klavecinist.

## Levensloop
Bart Jacobs (°1976) studeerde orgel, klavecimbel en basso continuo aan het Lemmensinstituut te Leuven bij Reitze Smits en Kris Verhelst en behaalde in 2000 zijn masterdiploma’s met grootste onderscheidingen. Daarop werd hij benoemd tot organist van het toenmalige Brusselse kathedraalkoor o.l.v. Erik Van Nevel.
Tussen 2006 en 2010 won hij prijzen op internationale orgelconcoursen, waaronder de 1ste  prijs van het “Schnitger concours Alkmaar” als enige Belg ooit, de 3de prijs op het “Sweelinck concours” Amsterdam en 4de prijs en publieksprijs tijdens het orgelconcours “Musica Antiqua Brugge”.
Tussen 2006 en 2010 won hij prijzen op internationale orgelconcoursen, waaronder de 1ste  prijs van het “Schnitger concours Alkmaar” als enige Belg ooit, de 3de prijs op het “Sweelinck concours” Amsterdam, 4de prijs en publieksprijs tijdens het orgelconcours “Musica Antiqua Brugge” en finalist van het “Max Reger orgelconcours” Leeuwarden.
In 2012 werd hij benoemd tot organist-titularis van de Sint-Michiels- en Sint Goedelekathedraal te Brussel. Daarnaast is hij ook in Bornem werkzaam als organist en is hij de drijvende kracht van de Orgelvereniging Bornem en het orgelpatrimonium in Klein-Brabant.
Als solist en begeleider concerteert hij met gerenommeerde ensembles als Vox Luminis, Les Muffatti, Il Gardellino, A Nocte Temporis, Psallentes, ..
Zijn discografie bevat solowerken op orgel en klavecimbel, naast begeleiding van tal van ensembles. De cd met zijn reconstructies van orgelconcerto’s van J. S. Bach samen met barokorkest Les Muffatti, ontving de meest prestigieuze internationale prijzen waaronder Diapason d'Or de l'année 2019 (FR), waardering "10" in Luister Magazine (NL) en de Klara award voor "Beste Belgische cd 2019".
Als organist van ensemble Vox Luminis ontving hij prijzen en onderscheidingen als CHOC de Classica, Gramophone Editors Choice, de kwalificatie "ffff" van Télérama en de Preis der deutschen Schallplattenkritik.
In 2022 verscheen zijn nieuwe cd-opname Recommended by Bach voor het label Ramée, gespeeld op het nieuwe Contius-orgel te Leuven. Deze opname wordt omschreven als een van de werkelijk originele Bach-cd's die de laatste jaren zijn verschenen en ontving "5*****" bij Klassiek Centraal (BE) en waardering "10" in Luister Magazine (NL).
Bart Jacobs verleende zijn medewerking aan het project All of Bach van de Nederlandse Bachvereniging. Zijn Bach-interpretaties op orgel (Sint-Bavokerk, Haarlem) en klavecimbel zijn te zien en te beluisteren op www.allofbach.com 
Als docent orgel en klavecimbel is hij werkzaam in de Academie voor Muziek, Woord en Dans te Bornem en het kunsthumaniora Lemmensinstituut te Leuven.
In 2021 ontving hij de Cultuurprijs Bornem.
Meer info op www.bartjacobs.eu
Onderscheidingen
- 2006 - vierde prijs op de internationale orgelwedstrijd Musica Antiqua in Brugge en de 'Prijs van de luisteraar'
- 2008 - finalist van het Max Reger-orgelconcours in Leeuwarden
- 2009 - winnaar van het Schnitger-concours Alkmaar als eerste Belg ooit, vanwege van zijn "veelzijdigheid in interpretatie en grote muzikale persoonlijkheid"
- 2010 - vierde prijs op het internationale Sweelinck-concours Amsterdam
- 2021 Cultuurprijs Bornem